# Die Rettungsflieger/Staffel 8
Die achte Staffel der deutschen Notfall- und Rettungsserie Die Rettungsflieger feierte ihre Premiere am 15. September 2004 auf dem Sender ZDF. Das Finale wurde am 29. Dezember 2004 gesendet.
Die 15 Episoden der achten Staffel wurden am mittwöchlichen Vorabend auf dem 19:25-Uhr-Sendeplatz erstausgestrahlt und werden seit der Einstellung der Fernsehserie im Jahr 2007 regelmäßig im Nachmittagsprogramm von ZDF und Nachmittags- und Vorabendprogramm von ZDFneo wiederholt.

## Darsteller
| Rollenname          | Dienstgrad     | Beruf                        | Schauspieler     |
| ------------------- | -------------- | ---------------------------- | ---------------- |
| Jan Wollcke         | Hauptfeldwebel | Bordtechniker                | Oliver Hörner    |
| Sabine Petersen     | Oberstabsarzt  | Notärztin                    | Marlene Marlow   |
| Jens Blank          | Hauptmann      | Pilot                        | Nicolas König    |
| Torsten Biedenstedt | Feldwebel      | Rettungsassistent            | Tom Wlaschiha    |
| Paul Reinders       | Oberfeldwebel  | Rettungsassistent            | Rainer Sellien   |
| Johannes Storkow    | Oberfeldwebel  | Rettungsassistent            | Patrick Wolff    |
| Alexander Karuhn    | Major          | Bordtechniker (Gastauftritt) | Matthias Leja    |
| Norbert Kettwig     | Oberstarzt     | Notarzt                      | Christian Tasche |

## Episoden
| Nr. (ges.) | Nr. (St.) | Originaltitel                    | Erstausstrahlung D | Regie           |
| --- | --------- | -------------------------------- | ------------------ | --------------- |
| 62 | 1         | Liebeskummer                     | 15. Sep. 2004      | Michael Knof    |
| Das Team des SAR 71, welches aktuell mit Urlaubsvertretung Feldwebel Torsten Biedenstedt als Rettungsassistent, da sich Paul Reinders um seine Ehefrau Evi, die eine Fehlgeburt erlitten hat kümmern muss, unterwegs ist, wird zu einem Einsatz in den Hafen gerufen: Ralf Wannstedt hat die Rettung alarmiert, weil der Arbeiter Alfons Fischer einen Herzinfarkt erlitten hat. Das Team muss mit Hilfe der Winsch den Patienten von dem Kran im Hafen holen und in das Bundeswehrkrankenhaus fliegen. Während der nächste Einsatz die Crew zu einem Verkehrsunfall am Fischmarkt führt, werden die Retter wenig später erneut in den Hafen gerufen: Katja Wannstedt, die Tochter von Ralf Wannstedt, wurde nach einem Besuch bei ihrem Vater, den sie um Geld für das Kino bitten wollte, von einem LKW angefahren und verletzt. Als die Besatzung des Rettungshubschraubers wenig später zum Hause Wannstedt gerufen werden, sind sie überrascht, denn nun müssen sie auch noch Ingrid Wannstedt, die auf der Treppe gestürzt ist, in das Bundeswehrkrankenhaus geflogen werden. Während der Einsätze beobachtet Dr. Sabine Petersen die professionelle und aufmerksame Arbeit ihres neuen Rettungsassistenten und versucht ihn dazu zu bewegen sein Talent zu nutzen und ein Medizinstudium anzugehen, doch Torsten Biedenstedt weigert sich, da er seinen Vater, Prof. Biedenstedt, als schlechtes Vorbild im Hinterkopf hat. |           |                                  |                    |                 |
| 63 | 2         | Königskinder                     | 22. Sep. 2004      | Michael Knof    |
| Die Rettungsflieger werden zu einem Autounfall gerufen, dort ist die Mutter der hochbegabten Mia spielenden Kindern ausgewichen und von der Straße abgekommen. Während die zwölfjährige Mia versucht ihren Freund Thomas Bruck zu erreichen, diagnostiziert Torsten Biedenstedt eine Leberruptur bei ihrer Mutter. Oberstabsarzt Dr. Sabine Petersen ist beeindruckt von der Leistung des Feldwebels und bitte ihren Kollegen Oberfeldarzt Dr. Baldin um Hilfe den jungen Rettungsassistenten zu einem Medizinstudium zu bewegen, doch der nächste Einsatz wartet schon auf die Retter: Der Geschäftsmann Peter Bruck, Vater von Mias Freund Thomas, versucht sich nach einem gescheiterten Versuch des Aufbaus eines Unternehmens das Leben zu nehmen. Eine kritische Situation, in der das Team schnell reagieren muss. Als sie wenig später beim nächsten Einsatz auf den Skateboarder Bernd treffen, der sich in einem Parkhaus bei einem Sturz das Bein gebrochen hat und Torsten Biedenstedt für den Notarzt hält, führt das zu einer ungewohnten Situation für den Rettungsassistenten. Wenig später steht dann auch noch Oberfeldarzt Dr. Baldin im Rettungszentrum und teilt dem Team mit, dass er ab dem folgenden Semester als Professor für Medizin an der Universität in Hamburg tätig sein wird, und der Feldwebel trifft eine Entscheidung: Er wird sich um einen Studienplatz bei dem Oberfeldarzt bemühen. |           |                                  |                    |                 |
| 64 | 3         | Frischer Wind im Rettungszentrum | 29. Sep. 2004      | Guido Pieters   |
| Nachdem Dr. Sabine Petersen nach der Trennung von ihrem langjährigen Freund Karsten zunächst zu ihrer Mutter gezogen war, nimmt sie nun das Angebot des Piloten Jens Blank an und zieht im Rettungszentrum ein. Doch aufgrund von mehreren Missverständnissen kommt es zwischen den beiden Rettungsfliegern immer wieder zu Streitigkeiten. Letztendlich hat Jens Blank genug und sagt seiner Kollegin die Meinung, was zu einer frostigen Stimmung führt. Währenddessen muss die Crew der SAR 71, die nun wieder mit Rettungsassistent Oberfeldwebel Paul Reinders fliegt, einen jungen Mann, der seiner Internetbekanntschaft imponieren wollte und die Kapitänsmütze eines U-Boot-Kapitäns besorgen wollte, von dem U-Boot retten, da er dort ausgerutscht war und sich verletzt hatte. Der nächste Einsatz führt die Crew zu einem kleinen Jungen, der in einer Badewanne einen Stromschlag vom Rasierapparat seines Vaters erlitten hat und nun in Lebensgefahr schwebt. Es gelingt, das Kind zu retten, doch die privaten Probleme der Crew rücken wieder in den Vordergrund: Während Paul Reinders nach einer Möglichkeit sucht, seiner deprimierten Frau Evi nach ihrer Fehlgeburt eine Freude zu bereiten, und der Pilot Jens Blank ihm den Tipp gibt, einen Kurztrip nach Venedig zu organisieren, herrscht zwischen dem Hauptmann und der Oberstabsärztin immer noch dicke Luft, die erst nach einem nächtlichen Gespräch zwischen den beiden beseitigt werden kann. |           |                                  |                    |                 |
| 65 | 4         | Der Liebesbeweis                 | 6. Okt. 2004       | Guido Pieters   |
| Während sich Jens Blank und Dr. Sabine Petersen privat und beruflich immer besser verstehen, fühlt sich der Bordtechniker Jan Wollcke außen vor und sondert sich ab. Als der Pilot Jens Blank mitbekommt, dass sein Kollege immer öfters im Bundeswehrkrankenhaus weilt, hat er den Verdacht, dass Jan Wollcke eine Affäre mit der Krankenschwester Cora haben könnte, doch alles ist am Ende anders als zunächst gedacht. Das Team wird derweil zu dem Rentner Jürgen gerufen, der einen Herzinfarkt erlitten hat und dessen Pflegerin in seiner Wohnung verunglückt ist. Die Crew muss schnell reagieren und beide Personen in das Bundeswehrkrankenhaus verbringen. Als das Team wenig später im Rettungszentrum ankommt, will Jens Blank mit Jan Wollcke reden, doch im benachbarten Bundeswehrkrankenhaus klärt sich das Missverständnis schneller als gedacht. |           |                                  |                    |                 |
| 66 | 5         | Fünftes Rad am Wagen             | 13. Okt. 2004      | Guido Pieters   |
| Im Hamburger Hafen brennt ein Schiff, während es so aussieht, als hätte die Feuerwehr den Brand unter Kontrolle, explodiert plötzlich eine Gasflasche und verletzt einen Feuerwehrmann, welcher schwer verletzt wird. Die Rettungsflieger werden gerufen und müssen schnell reagieren, doch über Florian Hamburg wird mitgeteilt, dass zurzeit keinerlei Verbrennungsbetten frei sind. Der Patient wird kurzerhand in das Bundeswehrkrankenhaus verbracht. Als wenig später im Städtischen Klinikum Lübeck ein freies Verbrennungsbett gemeldet wird, übernimmt die Crew des SAR 71 den Transport, allerdings kommt es dabei zu schweren Komplikationen, die das Team zu einer Notlandung zwingen. In Lübeck angekommen, beschließt der Pilot Jens Blank, am Flughafen Lübeck-Blankensee zu tanken, doch noch bevor dieser Plan in die Tat umgesetzt werden kann, wird der Rettungshubschrauber von der Rettungsleitstelle Lübeck zu einem Einsatz in den Hansa-Park gerufen. Währenddessen fühlt sich Jan Wollcke immer weiter aus dem Team ausgegrenzt, da sich Jens Blank und Dr. Sabine Petersen immer besser verstehen, und der Pilot scheint auch ein Auge auf die Ärztin geworfen zu haben. |           |                                  |                    |                 |
| 67 | 6         | Der Held des Tages               | 20. Okt. 2004      | Guido Pieters   |
| Das Team des SAR 71 wird zu einem jungen Mann mit typischen Herzinfarktsymptomen gerufen. Während die Ärzte Oberstabsarzt Dr. Sabine Petersen und Oberfeldarzt Dr. Stefan Rieckhoff, die sich bereits von früher kennen, ob der unauffälligen Befunde ratlos sind, ahnt niemand, dass die gesamte Symptomatik nur gespielt ist. Als die Besatzung des Rettungshubschraubers wenig später zu einem neuen Einsatz unterwegs ist, entdecken sie auf dem Weg zum Einsatzort ein brennendes Haus, in welchem sich anscheinend eine Frau befindet. Die Crew beschließt, dort zu übernehmen, und es gelingt auch, die Frau und ihr Kind aus den Flammen zu retten, wobei besonders der Pilot Jens Blank, der das Baby der Frau, welches diese aus dem Fenster geworfen hatte, auffängt, zum Helden des Tages wird. Allerdings stört ein aufdringlicher Kameramann immer wieder die Arbeit der Crew. Am Abend treffen sich Dr. Sabine Petersen und Dr. Stefan Rieckhoff zu einem romantischen Date im Rettungszentrum, werden jedoch durch den Piloten Jens Blank gestört, welcher den Obergefreiten Homann anschreit, weil dieser ihm scheinbar hinterherspionieren wollte. Vollkommen entnervt berichtet der Hauptmann letztendlich seiner Kollegin von seinem „Donnerstags-Geheimnis“: Er kümmert sich um ein krankes Mädchen. Als am nächsten Tag dann plötzlich die gesamte Crew von seinem Geheimnis weiß, wird der Pilot gegenüber dem Obergefreiten deutlich und verbietet ihm jegliche Einmischung in sein Privatleben. Währenddessen hat dieser jedoch einen Skandal um den nervenaufreibenden Einsatz des letzten Tages aufgedeckt. |           |                                  |                    |                 |
| 68 | 7         | In der Falle                     | 27. Okt. 2004      | Guido Pieters   |
| Das Team muss einen Mann, der seine Freundin verprügeln wollte und nun wegen eines Gassprays mit Verletzungen der Augen in das Universitätsklinikum Eppendorf geflogen werden muss, an Bord. Dr. Sabine Petersen, die das Gasspray beschlagnahmt hat, vergisst diese ihm Rettungshubschrauber. Währenddessen ist Homann, der am Abend seine Freundin Cora, eine Krankenschwester des Bundeswehrkrankenhauses, besuchen will, dem jungen Herzinfarkt-Patienten Simon auf die Schliche gekommen: Er ist der Dieb des Bundeswehrkrankenhauses. Gemeinsam mit Paul Reinders und Jan Wollcke will der den Jungen überführen, doch dann kommt es zu einer Katastrophe. Der Schwerverbrecher Dankof, der auf dem Kiez angeschossen wurde, kann sich die Waffe eines Polizisten ergreifen und dreht vollkommen durch. Während Bundeswehr und Polizei mit vereinten Kräften die Befreiung der Geiseln, Dr. Sabine Petersen und Pit Reinders, Sohn von Paul Reinders, vorbereiten, freundet sich der junge Simon mit der Schwerverbrecher an. Als die Notärztin auf die Idee kommt den Rettungshubschrauber, in welchem noch das Gasspray liegt, als Fluchtmittel zu nutzen gerät die Situation dort fast außer Kontrolle. Doch zur Überraschung aller beweist der junge Herzinfarkt-Patient, der eigentlich nur ein kleiner Dieb ist, Courage und setzt den Schwerverbrecher Dankof außer Gefecht. |           |                                  |                    |                 |
| 69 | 8         | Der kleine Held                  | 10. Nov. 2004      | Klaus Wirbitzky |
| Madeleine Descartes und Jan Wollcke müssen sich von Möbelstücken trennen, da in der gemeinsamen Wohnung kaum noch Bewegungsfreiheit herrscht. Doch dabei kommt es zum Konflikt: Wer soll was verwerfen? Währenddessen wird das Team zu einem Search-and-Rescue-Einsatz gerufen: Jakob Grassmann, ein Junge, der häufig vor dem Computer sitzt und keine Lust hat, sich in der Natur zu bewegen, und sein Vater sind in einem Wald verschwunden. Das Team macht sich auf die Suche, und es gelingt mit Hilfe des Sohnes, den unterzuckerten Vater in das Bundeswehrkrankenhaus zu fliegen. Währenddessen hat Madeleine Descartes entrümpelt, allerdings soll auch Jan Wollckes geliebter Fernsehsessel weg. |           |                                  |                    |                 |
| 70 | 9         | Falscher Verdacht                | 17. Nov. 2004      | Klaus Wirbitzky |
| Nachdem das Team einen jungen Sportler mit Wirbelsäulenverletzung in das Universitätsklinikum Eppendorf geflogen hat, werden sie zum nächsten Einsatz gerufen: Marianne Förster, eine pflegebedürftige Frau, hat einen Herzinfarkt erlitten. Während es zunächst noch gelingt, die Frau zu stabilisieren, verstirbt sie wenig später im Rettungswagen. Das Team ist schockiert, doch als wenig später Oberstarzt Dr. Kettwig die Crew über eine Anzeige der Tochter Gesine gegen Oberstabsarzt Dr. Sabine Petersen wegen passiver Sterbehilfe informiert, sind sie noch mehr überrascht. Dr. Petersen, die sich schon Vorwürfe machte, wirft diese Anzeige nun vollends aus der Bahn. Ausgerechnet der Pilot Hauptmann Jens Blank ist es, dem es gelingt, die Notärztin wieder aufzumuntern und den wahren Hintergrund der Strafanzeige aufzudecken. |           |                                  |                    |                 |
| 71 | 10        | Todesangst                       | 24. Nov. 2004      | Klaus Wirbitzky |
| Am Morgen teilt Schwiegervater Hinnerk dem Rettungsassistenten Paul Reinders und seiner Frau Evi die Überschreibung ihres Hauses mit, doch die Freude währt nicht lange. Während Paul Reinders, der auf dem Weg zur Arbeit in einen schweren Autounfall verwickelt ist, nachdem er zunächst noch Dienst schiebt, da sich auf keinerlei Zeit für eine Untersuchung findet, auf dem Rückflug von einer Verlegung zusammenbricht, muss sich Jens Blank mit Vorwürfen und Verdächtigungen herumschlagen. Jemand will die gute Beziehung von Dr. Petersen und dem Piloten torpedieren und hat auch Oberstarzt Dr. Kettwig schon instrumentalisiert. Das Team bangt um das Leben seines Rettungsassistenten. Während Jens Blank und Jan Wollcke den Spezialisten Prof. Dechamp in das Bundeswehrkrankenhaus fliegen, beginnt Oberstarzt Prof. Köncke, der Chefarzt des BWK, bereits mit der Operation, doch es ist zu spät. Wenig später stirbt Paul Reinders. Das Team ist fassungslos und am Boden zerstört, da stört es den Piloten Hauptmann Jens Blank auch nicht mehr, dass er und sein Bordtechniker den Intriganten überführt haben: Es ist Oberfeldarzt Dr. Stefan Rieckhoff, der wenig später um seine Versetzung bittet. |           |                                  |                    |                 |
| 72 | 11        | Der Ersatzmann                   | 1. Dez. 2004       | Klaus Wirbitzky |
| Die Trauer im Team ist groß, denn der Tod ihres Kollegen liegt nur wenige Tage zurück. Der neue Rettungsassistent Oberfeldwebel Johannes von Storkow hat einen schweren Stand im Team, denn er soll nur vier Wochen, bis zum Ende seiner Dienstzeit bleiben, und ist mit seiner forschen und unüberlegten Art ein ganz anderer Typ als sein Vorgänger. Als das Team die schwangere Insa Sartorius mit einer Magenblutung in das Bundeswehrkrankenhaus fliegt und diese, aufgrund ihres Glaubens, eine Bluttransfusion ablehnt, überschreitet der Rettungsassistent erneut seine Kompetenz, doch Sabine Petersen beschließt ihn diesmal zu unterstützen. Währenddessen geht es Evi Reinders immer schlechter, doch auch hier versucht die Notärztin des SAR 71 zu helfen und zieht kurz entschlossen bei Familie Reinders ein. Als am nächsten Tag das Team an den verstorbenen Kollegen erinnern möchte, kommen sich auch Jan Wollcke und Johannes von Storkow näher und der Rettungsassistent überrascht das Team mit einer freudigen Botschaft: Er hat seine Dienstzeit verlängert. |           |                                  |                    |                 |
| 73 | 12        | Väter und Söhne                  | 8. Dez. 2004       | Klaus Wirbitzky |
| Während das Team den homosexuellen Dialysepatienten Matthias Bach in das Bundeswehrkrankenhaus fliegt bricht Hauptfeldwebel Jan Wollcke zusammen. Dr. Sabine Petersen, die nun wieder an Paul Reinders erinnert wird, veranlasst eine gründliche Untersuchung ihres Kollegen im BWK. Währenddessen erhält die Crew Besuch von Major Alexander Karuhn, der auf Urlaubsreise in Hamburg ist. Als es theoretisch gelingt einen Spender für Matthias Bach zu finden wollen die Besatzungsmitglieder ihm helfen, doch sein Vater lehnt seinen Sohn aufgrund seiner Homosexualität ab und da der SAR 71 keinen Bordtechniker hat, ist auch ein Flug zu dem Vater ausgeschlossen. Jedoch ist es Jens Blank, dem der entscheidende Einfall kommt, und so fliegt die Crew in der Besatzung Hauptmann Jens Blank als Pilot, Major Alexander Karuhn als Bordtechniker, Oberstabsarzt Dr. Sabine Petersen als Notärztin und Oberfeldwebel Johannes von Storkow als Rettungsassistent. Am Wohnort des Vaters von Matthias Bach ist es schließlich Alexander Karuhn, dem es gelingt den Vater zu überzeugen. Gastdarsteller: Paul Faßnacht als Roland Bach, Claus Wilcke als Herr von Storkow, Hinnerk Schönemann als Matthias Bach, Jens Schäfer als Fred, Carolin Spieß als Mara Lenk |           |                                  |                    |                 |
| 74 | 13        | Der geheimnisvolle Patient       | 15. Dez. 2004      | Michael Knof    |
| Im Elbpark bricht ein alter Mann zusammen, dessen Identität unklar ist. Dr. Sabine Petersen ist schockiert vom Allgemeinzustand des Mannes, der im Rettungshubschrauber nach ihrer Hand zu greifen scheint. Nachdem das Team nach einem weiteren Einsatz wieder im Bundeswehrkrankenhaus ankommt erkundigt sich die Notärztin nach dem alten Mann und erhält die Information er sei an Leukämie erkrankt. Als wenig später die Spenderkartei für Stammzellen sich bei der Ärztin meldet und von einem Patienten im BWK berichtet, dem Dr. Petersen helfen könnte ist sie zunächst überrascht, doch schnell wächst ein Verdacht in ihr: Ihr Vater, der vor Jahren ins Ausland gegangen war und die Familie im Stich gelassen hatte, ist der ominöse Patient. Hauptmann Blank ermutigt seine Kollegin das Gespräch mit dem geheimnisvollen Patienten zu suchen. Währenddessen hat Madeleine Descartes einen Termin für Jan Wollcke beim Urologen gemacht, da der ersehnte Kinderwunsch erfolglos bleibt. Gastdarsteller: Holger Mahlich als Manfred Müller, Lucia Gailová als Reni, Fanny Staffa als Anna |           |                                  |                    |                 |
| 75 | 14        | Leben ohne Lügen                 | 22. Dez. 2004      | Michael Knof    |
| Bei einem Einsatz trifft der Pilot Hauptmann Jens Blank auf zwei alte Bekannte: den Fluglehrer Tim und seine Ehefrau Karin, die einen Autounfall hatten. Bei der Schilderung von Tim kommen dem Hauptmann allerdings Zweifel, denn sein alter Bekannter, der drogenabhängig ist, behauptet, seine Ehefrau sei gefahren. Der Pilot des SAR 71 glaubt, dass wohl eher der Fluglehrer gefahren ist. Während die Crew die verletzte Karin ins Bundeswehrkrankenhaus fliegt, informiert Oberstabsarzt Dr. Eva-Maria Pohlitz die Notärztin der Rettungsfliegerstaffel, dass sie am nächsten Morgen zur Rückenmarkspende angemeldet und ab nun vom Dienst freigestellt ist. Das übrige Team rätselt über die Vertretung der Notärztin, doch Hauptmann Jens Blank hat andere Sorgen: Er versucht den tatsächlichen Ablauf des Unfalls seiner Bekannten zu rekonstruieren. Johannes von Storkow hat derweil ein Date. Als am nächsten Morgen Oberstarzt Dr. Kettwig in Fliegerkombi bei der Crew erscheint, sind alle verwundert. Die Einsätze des Tages führen die Besatzung dann zu einem Jungen, der von einem Pferd gefallen ist, und zu einer schwangeren Frau, die kurz vor der Entbindung steht. Als die Rettungsflieger am Nachmittag wieder im Rettungszentrum ankommen, wartet dort schon Oberstabsarzt Dr. Sabine Petersen: Ihr Vater ist verstorben und nun ist die Ärztin am Boden zerstört. |           |                                  |                    |                 |
| 76 | 15        | Rabenväter                       | 29. Dez. 2004      | Thomas Nikel    |
| Der Bordtechniker Hauptfeldwebel Jan Wollcke, bei dem latente Zeugungsunfähigkeit diagnostiziert wurde, hat einen Vaterschaftstest bei seinem Sohn Richie, den er mit seiner Ex-Ehefrau Iris hat, veranlasst. Dies führt zu ungeahnten Folgen: Verstimmungen zwischen ihm, seiner Ex-Ehefrau und Madeleine Descartes, seiner aktuellen Lebensgefährtin. Diese ist entsetzt über das Verhalten ihres Lebensgefährten, denn sie glaubt, dass er auch ihr misstrauen könnte. Währenddessen muss die Besatzung des Rettungshubschraubers SAR 71 einen schwer verletzen Motorradfahrer in das Bundeswehrkrankenhaus fliegen, die Verletzten einer Gasexplosion auf einem Schiff versorgen, ein kleines Mädchen aus der Elbe retten, einen verletzten Rollerblader von einer Abifeier in das Krankenhaus bringen und wird zu dem kleinen Felix, der auf einem Spielplatz Goldregenblüten gegessen hat, gerufen. Dort müssen Oberstabsarzt Dr. Sabine Petersen und Oberfeldwebel Johannes von Storkow schnell reagieren und den kleinen Jungen wiederbeleben. Als dies gelingt, gibt es auch für Jan Wollcke gute Nachrichten: Er ist der Vater von Richie. |           |                                  |                    |                 |

## DVD-Veröffentlichung
Die DVD mit den Episoden der achten Staffel erschien am 28. August 2009.
Eine DVD-Box mit allen elf Staffeln der Rettungsflieger und dem Pilotfilm Vier Freunde im Einsatz erschien am 24. August 2012.